# ミシャ式
ミシャ式（ミシャしき）とは、「ミシャ」の愛称で知られるサッカー指導者、ミハイロ・ペトロヴィッチが用いる特徴的な戦術、フォーメーションの通称。ペトロヴィッチの指揮するチーム以外でも、類似の戦術、フォーメーションを用いる場合にミシャ式と呼ばれる例がある。

## 構成

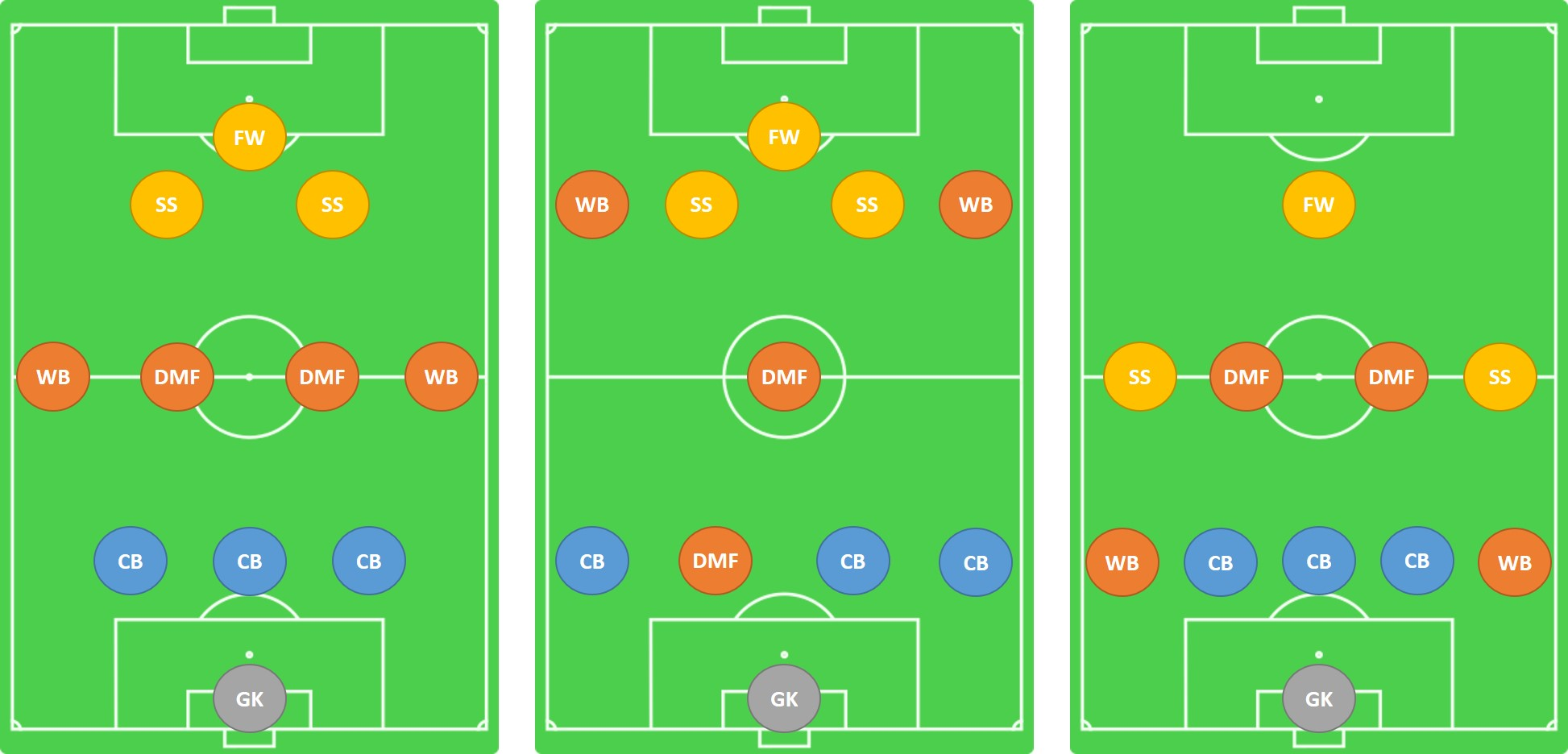
「ミシャ式」の簡略図。左から基本陣形、攻撃時の4-1-5、守備時の5-4-1。

センターバック（以下CB）が3枚、守備的ミッドフィールダー（ボランチ、以下DMF）2人と両サイドのウィングバック（以下WB）で構成された中盤が4枚、前線に1トップ2シャドーを配置した3-4-2-1のフォーメーションをベースに、ボールの保持/非保持によってポジションが入れ替われる可変システムである。
守備時（ボール非保持時）にはWBが最終ラインへ落ち、5-4-1となる。攻撃時（ボール保持時）にはWBが前線に上がり、ウィングのポジションを取る。この時、3枚のCBのうち左右の2人が両サイドへ開いてサイドバック（以下SB）化し、1枚のDMFが最終ラインへ落ちる。中盤は残った1枚のDMFだけで構成されることになり、4-1-5という前後分断のフォーメーションが形成される。中盤に残るDMFにはパス能力の高いプレーメーカータイプが入り、「5トップ」とも表現される前線の5人をコントロールする。

### システム誕生の背景
2006年途中にサンフレッチェ広島監督に就任したペトロヴィッチは、最終ラインからのビルドアップを重視しDMFを本職とする戸田和幸・森崎和幸をCBで起用した。2年目の2007年には盛田剛平やダリオ・ダバツなどCBでコンビを組む選手の怪我が相次ぐなどの不振で広島はJ2降格を喫するが、ペトロヴィッチは留任。更に後半戦の不振から降格の責任を背負った佐藤寿人は自らチームメイトの引き留めに奔走し、これを受けてほとんどの選手がチームに残留、翌2008年シーズンを迎えた。
2008年序盤は森崎和幸が負傷離脱しており、前年途中に移籍してきたイリアン・ストヤノフがリベロを務めていた。ストヤノフは若手の多いチームを攻守両面で牽引するも、次第に対戦相手に厳しくマークされるようになり、シーズン初敗北を喫した第8節のヴァンフォーレ甲府戦では、甲府FWのジョルジマールが終始ストヤノフのマークに付き自由を奪った。
第13節・アビスパ福岡戦、福岡FW黒部光昭のマンマークに苦しむストヤノフは、この試合DMFで出場していた森崎和幸に「最終ラインに入ってくれ」とポジション変更を求めた。これに対し、森崎和幸はチームが攻勢に転じるとストヤノフの横にポジションを下げ、ストッパーの槙野智章と森脇良太を左右SBの位置へ張らせた。この試合以降、ストヤノフはロングボール、森崎和幸はショートパスを主体にゲームメイクを敢行し、槙野・森脇は時にWBを追い越して前線へ攻め上がるという攻撃スタイルが確立され、広島は2017年にヤン・ヨンソンが4バックを採用するまでの10年に渡り「可変システム」を基本フォーメーションに据えて2度のJ1優勝を果たした。

### 利点と欠点
西部謙司は、攻撃時の利点として「ハイプレスの回避」、「攻め込みスペースの創出」の2点を挙げている。相手ボランチが前に出れば、中央の3人（1トップ2シャドー）にバイタルエリアを明け渡してしまう。前線とボランチが連動してプレスをかけることが難しく、ハイプレス回避の有効策となる。また、後方でも数的優位を作り出せているので、相手ボランチを釣りだした時点で中央の3人が間で受けて攻撃に転換できる。相手が全体で押し上げてくれば、上がったWBへのロングパスで最終ラインの外へボールを運ぶ。SB化したCB2枚は機を見て前線へ上がり、WBの増援役を担う場合もある。
攻撃面で多くの強みを持つ一方、ボールを奪われた際に空洞化した中盤を一気に通過されるリスクも介在している。浦和時代後期にはこの問題の解決の為、状況に応じて中盤の構成を厚くするビルドアップを導入している。5トップに対して同数の5バックで構え、ミラーゲームとするマンツーマン守備もミシャ式を抑える有効策とされる。また、特殊なシステムで戦術浸透に時間がかかり、即効性に乏しいとする声もある。

## 亜種
ペトロヴィッチの広島監督退任後、その座を引き継いだ森保一が用いた3-4-2-1の布陣も、同じくミシャ式と呼ばれた。森保はよりバランスを重視した戦術を用いた為、似て非なるものとして「森保式」とする声もある。森保の退任後、サンフレッチェは残留争いのさ中4-4-2のフォーメーションを採用した時期もあったが、城福浩やミヒャエル・スキッベら後任監督も多くのシーズンを3-4-2-1のシステムで戦っている。
ペトロヴィッチが監督を務めたチーム以外では、広島でペトロヴィッチ体制時にコーチを務めた片野坂知宏が率いていた時期の大分トリニータのシステムもまた、ミシャ式からの文脈で言及される例が多い。こちらも攻撃時の動きや基本布陣など、大枠でミシャ式の流れを踏襲している。
一方、2010年代後半にJ2リーグで流行した多くの3-4-2-1布陣は、守備を重視する為に生まれた1トップへのロングボールを多用する戦術であり、ミシャ式とは根本的に性格が異なる。また、湘南ベルマーレの採用する3-4-2-1布陣も、細部はフォーメーションを除いて機能性の異なるシステムと分析している。